# Arvidsjaur község
Arvidsjaur község (svédül: Arvidsjaurs kommun) Svédország 290 községének egyike. Norrbotten megyében található.

## Települései
A községben 3 település található. A települések és népességük:
| Település     | Népesség | Megjegyzés         |
| ------------- | -------- | ------------------ |
| Arvidsjaur    |          | a község székhelye |
| Glommersträsk |          |                    |
| Moskosel      |          |                    |